# Flaga Balearów

Flaga Królestwa Majorki (1262–1349)

Flaga Balearów – jeden z symboli hiszpańskiej wspólnoty autonomicznej Baleary.
Flaga jest niemal taka sama, jak chorągiew królestwa Majorki z 1312 roku. Pasy przypominają, że Baleary należały w latach 1228–1708 do Królestwa Aragonii. Zamek w kantonie to zamek królewski Almudaina w Palma de Mallorca.
Ustanowiona 25 lutego 1983 roku, wraz ze Statutem Autonomii Balearów, a potwierdzona w statucie z 2007. Statut nie reguluje szczegółów flagi, zatem zdarzają się wersje z jaśniejszym odcieniem fioletu w tle kantonu, z innym rozmiarem kantonu (4/9 wysokości zamiast 1/2), a także z innymi projektami zamku.
Obecna flaga Balearów nie przestrzega zasad heraldyki ze względu na kolor fioletowy użyty w kantonie. Zasady te złamane są również na fladze Majorki, na której znajduje się zamek obrócony o 90°.

## Flagi wysp
Zgodnie ze statutem autonomii, każda wyspa może mieć własną flagę:

Flaga Ibizy
Flaga Formentery
Flaga Majorki
Flaga Minorki